# 忍者司令
《忍者司令》是一部2018年法國武俠科幻動作喜劇片，由班傑明·康斯（Benjamin Combes）執導、監製、編劇、攝影和剪輯。該片是向1980年代的動作片致敬，如《魔鬼終結者》（1984年）、《魔鬼司令》（1985年）、《第一滴血2》（1985年）、《美國忍者》（1985年）及《終極戰士》（1987年）。
該片於2018年2月20日至2018年3月22日透過Kickstarter獲得群眾募資，募到的金額達3萬1953歐元，為原定目標1.5萬歐元的213%。最初電影時長定為45分鐘，之後康斯將其加長至68分鐘。《忍者司令》於2018年12月21日在YouTube上發行。

## 劇情
1968年，在越戰期間，由約翰·亨特領導的美國陸軍特種部隊「蜥蜴老菸槍」（Lizard Smokers）遭到了一群忍者伏擊。在混亂中，霍普金斯在伏擊中失去了他的右臂，奧斯卡·科瓦爾斯基被數隻迅猛龍圍攻，而約翰則被越共捕獲。在被囚禁的過程中，約翰從俘虜他的尹上校那學習了忍術。約翰的訓練完成後，尹還他自由，同時向約翰警告，要小心一個背叛他的教誨的紅色忍者。當美軍的汽油彈從空中投下後，村莊被摧毀，而尹也為此死去。
1986年，隱居於加拿大的約翰接受了霍普金斯的拜訪，並獲悉約翰的前妻洛莉已遭到謀殺，而他的女兒珍妮被一名為非法軍火商工作的神秘人士綁架。約翰與霍普金斯到洛杉磯與FBI合作，假扮成美國空軍與那名非法軍火商作交易。但當約翰發現對方是前蘇聯陸軍上校金斯基後，眾人遭到金斯基的忍者人馬伏擊。在金斯基逃脫前，霍普金斯被紅色忍者所殺。
約翰根據金斯基留下的訊息而前往中美洲的瓦爾佛德（Val Verde）國，並打算在金斯基的別墅拯救他的女兒，但發現他的老戰友科瓦爾斯基還活著並已成為一名生化人。珍妮偷偷地在金斯基的褲子裡放了一枚手榴彈而殺死了他，但科瓦爾斯基突然和她一起在原定消失。約翰透過決鬥擊敗了紅色忍者，並發現對方面具下的真面目是洛莉。洛莉解釋說，自己的另一個未來版本就是先前已被殺害的版本，且自越戰以來，金斯基為忍者提供了時間旅行的技術。她告訴約翰，珍妮已被送到1998年，金斯基正在訓練他的軍隊建立一個新的世界秩序。在洛莉要約翰拯救珍妮後，他將洛莉斬首並使用了她最後的能量前往1998年的後末日世界。
在他到達時，約翰與成年的珍妮團聚。她透露，自己重新編寫了科瓦爾斯基的程式，而使他成為夥伴。約翰還發現霍普金斯還活著並駕駛著一輛龐蒂克火鳥Trans Am外型的時間機器。
在片尾片段中，約翰、珍妮、霍普金斯與科瓦爾斯基試圖回到1986年，但最終被困在金斯基編寫及製作的電子遊戲中。他們必須找到逃離遊戲世界的方法，以阻止金斯基用他的軍隊征服世界。

## 演員
- 艾瑞克·柯西萊（Eric Carlesi）飾演約翰·亨特（John Hunter）：前美國陸軍特種部隊隊員，擁有50%的特種士兵和50%的忍者的技能，歸國後隱居於加拿大。
- 菲利普·阿列（Philippe Allier）飾演霍普金斯（Hopkins）：種族主義兼反猶太主義者，美國空軍上校，在越戰中失去原有的右手後改以生化手臂替代。
- 史特凡·阿森西奧（Stéphane Asensio）飾演奧斯卡·科瓦爾斯基（Oskar Kowalsky）：約翰的同袍戰友，越戰後被改造成一名生化人。
- 艾娜爾·蘭桑（Anaëlle Rincent）飾演珍妮·亨特（Jenny Hunter）：約翰的女兒。
  - 夏洛特·蓬桑（Charlotte Poncin）飾演成年的珍妮·亨特
- 提亞·海恩·巴塞（Thyra Hann Phonephet）飾演尹老師（Yin Sensei）：越共上校，忍術師父，同時也是約翰的導師。
- 西西莉·法爾蓋（Cécile Fargues）飾演洛莉·亨特（Lori Hunter）：約翰的前妻。
- 勒曼·法格（Thémann Fagour）飾演傑克森／白雪（Jackson / Snow White）：約翰的同袍戰友，在金斯基的實驗中喪生。
- 奧立維耶·道布萊麥爾（Olivier Dobremel）飾演金斯基（Kinsky）：前蘇聯陸軍上校兼綁架珍妮的非法軍火商。

## 製作
導演班傑明·康斯是一位法國電影人，他在十多年間都在執導電子遊戲預告片和獨立短片。2016年，他撰寫了《忍者司令》的劇本並花了5000美元與他的朋友一起製作和拍攝鏡頭。《忍者司令》大多在法國蒙佩利爾拍攝。與使用特效合成背景的《功夫厲》（2015年）不同的是，《忍者司令》使用了實境拍攝及真實的特技、化妝。

## 發行
《忍者司令》於2018年12月21日在YouTube上發行，包括英語、法語和波蘭語版本。該片於2018年12月31日推出捷克語版本。此外，德國玩具製造商宣布，他們將於2019年2月推出《忍者司令》的可動人偶。該可動人偶的模型風格來自於1980年代的各種玩具系列，如大英雄、太空超人和WWF。其預購在電影發行後開始。

## 外部連結
- 官方Kickstarter頁面 （页面存档备份，存于）
- 班傑明·康斯官方頁面 （页面存档备份，存于）
- YouTube上的Commando Ninja
- 互联网电影数据库（IMDb）上《忍者司令》的资料（英文）